# Way Down in the Rust Bucket
Way Down in the Rust Bucket es un álbum en directo del músico canadiense Neil Young, publicado por la compañía discográfica Reprise Records el 26 de febrero de 2021. El álbum es el volumen 11.5 de la serie Archive Performance Series e incluye el concierto grabado el 13 de noviembre de 1990 en el club The Catalyst de Santa Cruz (California).

## Grabación
El álbum fue grabado el 13 de noviembre de 1990 en el Catalyst de Santa Cruz (California) durante los ensayos de la gira de promoción de Ragged Glory. El concierto consistió en tres sets y un bis, incluyendo la mayoría de las canciones recién publicadas de Ragged Glory así como varios temas antiguos y cortes poco conocidos. Debido a un corte temporal, la grabación de "Cowgirl in the Sand" se vio dañada y Young decidió no incluirla en el CD y el vinilo.
Young anunció la publicación de Way Down in the Rust Bucket el 1 de enero de 2020 con la intención de publicarla junto a Greendale Live, posteriormente retitulado Return to Greendale. Fue originalmente planeado para publicarse el 16 de octubre de 2020, pero su lanzamiento se pospuso primero al 15 de enero, y después al 26 de febrero de 2021.

## Lista de canciones
| N.º | Título                               | Duración |  |
| 1.  | «Country Home»                       | 9:13     |  |
| 2.  | «Surfer Joe and Moe the Sleaze»      | 5:40     |  |
| 3.  | «Love to Burn»                       | 13:54    |  |
| 4.  | «Days That Used to Be»               | 4:56     |  |
| 5.  | «Bite the Bullet»                    | 3:58     |  |
| 6.  | «Cinnamon Girl»                      | 4:04     |  |
| 7.  | «Farmer John»                        | 6:01     |  |
| 8.  | «Over and Over»                      | 10:20    |  |
| 9.  | «Danger Bird»                        | 10:26    |  |
| 10. | «Don’t Cry No Tears»                 | 4:22     |  |
| 11. | «Sedan Delivery»                     | 5:44     |  |
| 12. | «Roll Another Number (For the Road)» | 4:45     |  |
| 13. | «Fuckin’ Up»                         | 5:12     |  |
| 14. | «T-Bone»                             | 6:44     |  |
| 15. | «Homegrown»                          | 4:46     |  |
| 16. | «Mansion on the Hill»                | 5:58     |  |
| 17. | «Like a Hurricane»                   | 12:56    |  |
| 18. | «Love and Only Love»                 | 13:16    |  |
| 19. | «Cortez the Killer»                  | 11:24    |  |

## Personal
Neil Young and Crazy Horse
- Neil Young – voz y guitarra.
- Ralph Molina – batería y coros.
- Frank Sampedro – guitarra y coros.
- Billy Talbot – bajo y coros.

## Posición en listas
| País                                | Posición |
| ----------------------------------- | -------- |
| Alemania (Offizielle Top 100)       | 7        |
| Bélgica (Ultratop flamenca)         | 19       |
| Bélgica (Ultratop valona)           | 12       |
| Dinamarca (Hitlisten)               | 35       |
| Estados Unidos (Billboard 200)      | 109      |
| Países Bajos (Album Top 100)        | 45       |
| Finlandia (Suomen Virallinen Lista) | 32       |
| Hungría (MAHASZ)                    | 5        |
| Irlanda (OCC)                       | 27       |
| Noruega (VG-lista)                  | 24       |
| Suecia (Sverigetopplistan)          | 34       |
| Suiza (Schweizer Hitparade)         | 18       |
| Reino Unido (UK Albums Chart)       | 18       |